# Дреница (река)
Дреница (алб. Drenica) је река у Србији, Косово и Метохија, дуга око 50 km, десна притока реке Ситница. Читав њен ток је у потпуности унутар Косова и Метохије, и по њој читава област носи назив Дреница.
Дреница потиче из централног дела планине Црнољева, у области Дреница. Река изворно тече на северу и прима многе токове који долазе с Црнољева (са леве стране) и Голеша (са десне) стране. Сложена област реке је густо насељена, са неколико великих села (Крајмировце, Седларе, Вучитрн, Русиновце, Бањица, Коморане, Доња Коретица, Доброшевац) и мали град од Глоговац, један од два регионална центра округа Дреница.
У Глоговцу, Дреница прима Врбовачку реку са леве стране и формира велики лакат на северу према јужним падинама планине Чичавица. У близини села Велики Белаћевац, Дреница се окреће према југу, али у селу Велика Слатина чини још један лакат ка северу, раздваја се у два рукавца од којих један протиче кроз село Кузмин и празни у Ситницу у близини града Косово Поље.
Дреница припада Црноморском сливу, и одводи површину од 447 km². Није пловна.